# Eugraphe superba
Eugraphe superba là một loài bướm đêm trong họ Noctuidae.